# Býložravec

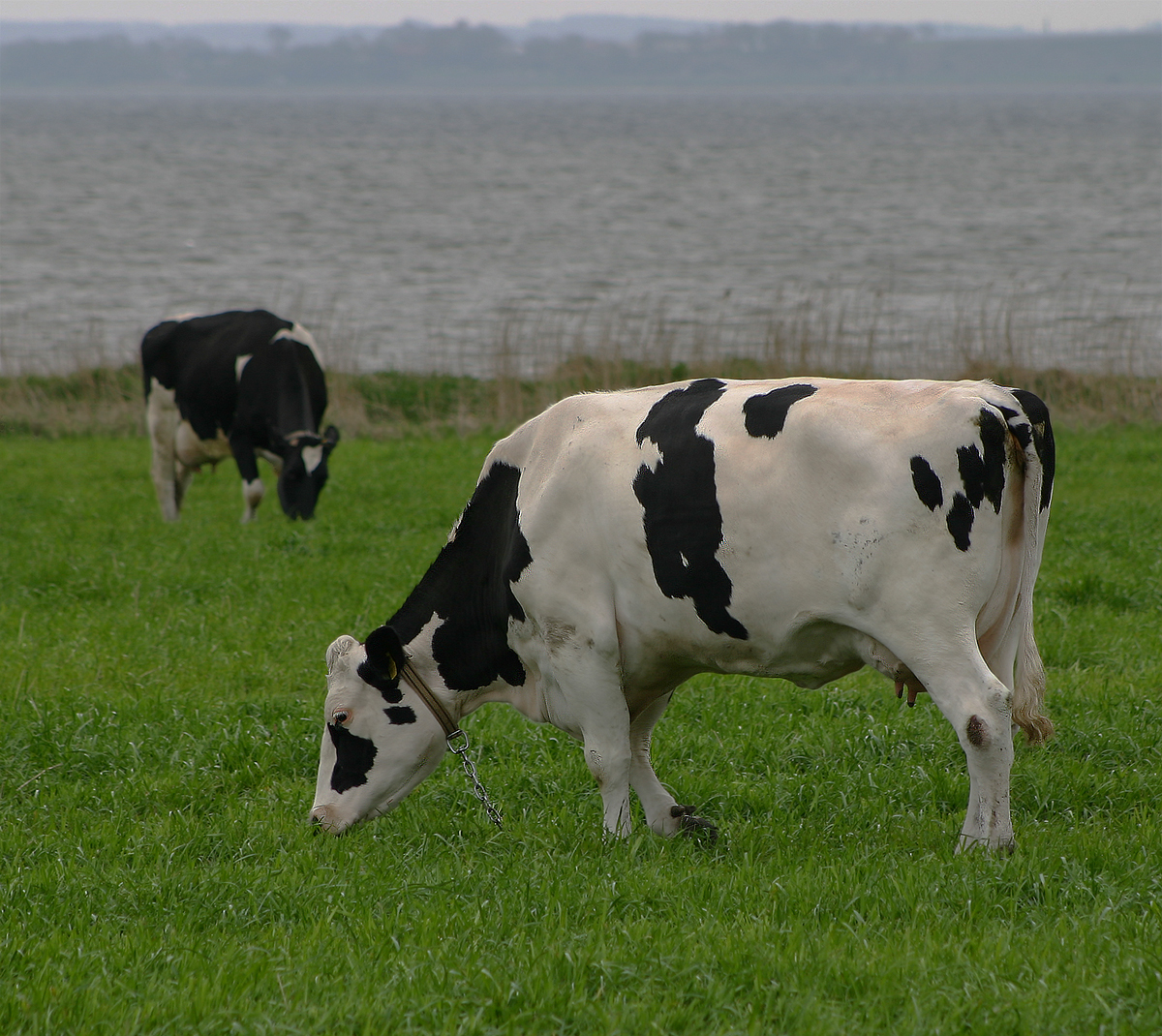
Kráva

Býložravec (herbivor) je živočich, který pojídá pouze či téměř výhradně rostliny nebo části rostlin. Býložravost se odborně nazývá herbivorie. Ve srovnání s masožravci mají býložravci zpravidla delší a složitější trávicí soustavu, v níž zpravidla žije značné množství symbiontů napomáhajících trávení celulózy (některé druhy bakterií a kvasinek). Trávicí soustava obsahuje také široké spektrum enzymů, jež umožňují trávení potravy.
Býložravci jsou v ekologické terminologii označováni jako konzumenti 1. řádu.

## Způsob výživy
- spásání
- okus specifických částí rostliny
- minování (vyžírání chodbiček)
- sání tekutin z rostlinných tkání.

## Způsob rostlinné obrany proti býložravcům
Rostliny se snaží o vytvoření obranných mechanismů. Vysvětlení lze nalézt v evolučním principu zvaném efekt červené královny. Jestliže je v rámci evoluce určitá rostlina požírána některým živočišným druhem, snaží se přežít. Začne např. vytvářet trny. Avšak živočich požírající danou rostlinu se začne tomuto obrannému mechanismu rostliny (trnům) také přizpůsobovat a překážku překoná. To znamená, že oba jedinci jsou stále ve stejné pozici. Tyto „závody ve zbrojení“ se odborně nazývají koevoluce.
Rostlinná obrana
- vytvářením útvarů, které rostlinu brání – např. trny
- vytvářením obranných chemických látek
  - kvantitativních – např. pryskyřice, tzn. nadprodukce látek, které jsou v rostlinách běžné
  - kvalitativních – např. alkaloidy, tzn. syntéza nových látek (jedů)
- využitím mutualistického vztahu s živočichy – v rostlině např. žijí mravenci, kteří hubí býložravý hmyz na rostlině.